# 664
664 (DCLXIV na numeração romana) foi um ano bissexto do século VII, do Calendário Juliano, da Era de Cristo, teve início a uma segunda-feira e terminou a uma terça-feira, e as suas letras dominicais foram G e F.
| ano completo                            |
| --------------------------------------- |
| Ano bissexto com início à segunda-feira |

## Mortes
- Abe Hirafu Célebre comandante japonês (nasci. 557) [1]